# Basolateralt membran

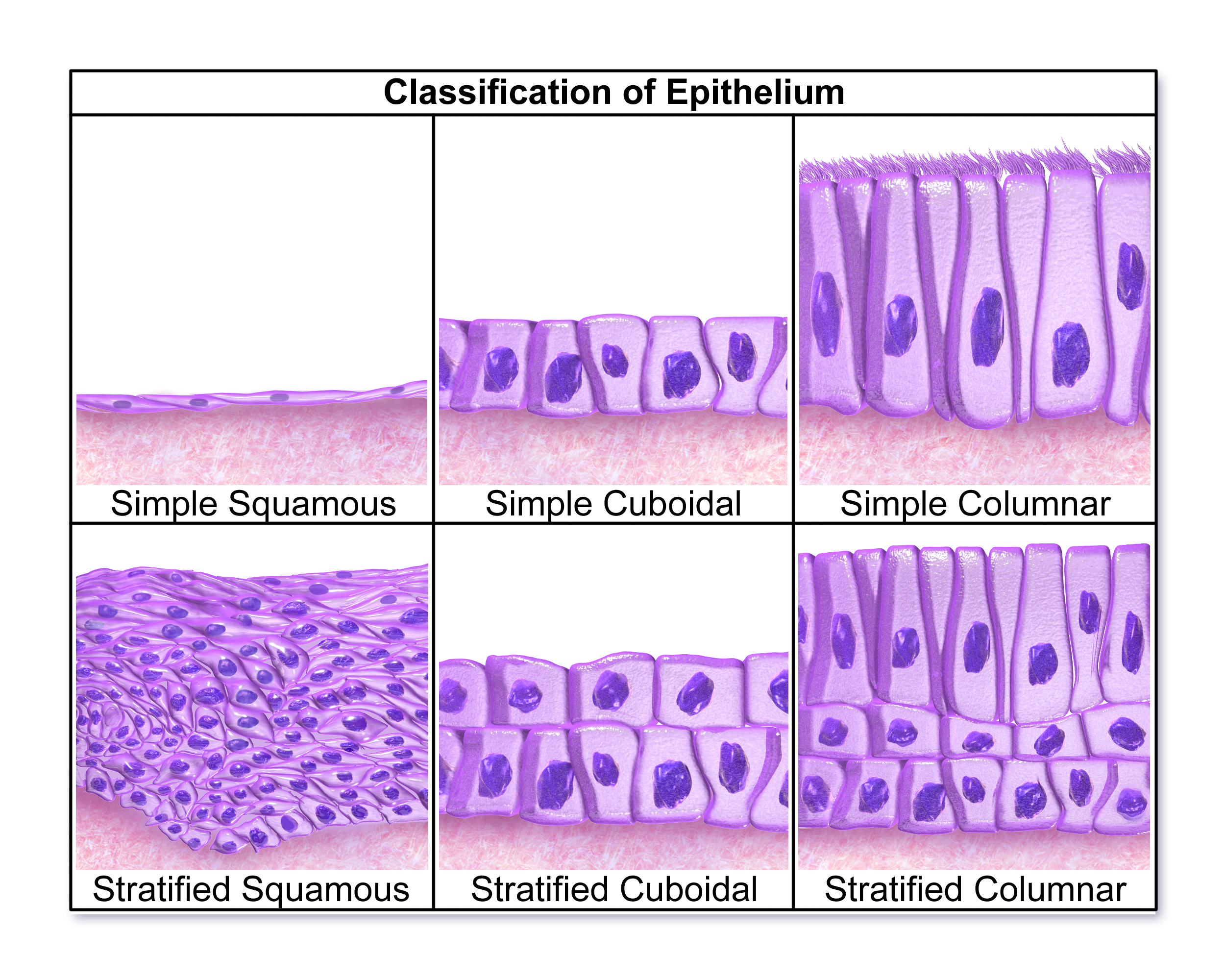
Epitelceller med sin apikala sida längst upp i bild.

Basolateralt membran är en benämning på ett cellmembran som omger både basen och de laterala sidorna på en cell.
Benämningen används exempelvis för epitelceller i tarmlumen. Dessa celler har sin apikala sida riktad in mot tarmlumen, basen av cellen riktad bort från lumen och de laterala sidorna riktade mot de intilliggande epitelcellerna.